# Korpiklaani
Korpiklaani (finski: Šumski klan) je finski folk metal sastav. Korpiklaani je nastao iz grupe Shaman, osnovao ga je Jonne Järvelä koji je tako postao i čelni čovjek grupe. Preimenovanjem sastava došlo je i do promjena u tekstu pjesama, za razliku od Shamana, Korpiklaanijeve pjesme su uglavnom na engleskom jeziku, ali također i s finskog govornog područja. Stil sviranja se nije mnogo promijenio i sastav je nastavio svirati folk, a ponegdje i thrash metal. Česte teme njihovih pjesama su priroda, mistične priče i alkohol.
2003. Korpiklaani izdaje Spirit Of The Forest, koji je pokupio samo dobre kritike, te je sastav dobio status neosporno kvalitetne folk metal grupe. Album su obilježile finske folk melodije. Nakon snimanja novog studijskog albuma Voice Of Wilderness, u siječnju 2005. pušten je u prodaju. Uslijedila je potraga sastava za stalnim harmonikašem i našao ga je u liku Juhe Kauppinena. Međutim, u određenom razdoblju postava sastava doživjela je još neke promjene. 
Korpiklaani se na scenu vratio početkom 2006. godine izdavanjem albuma Tales Along This Road.
Album po imenu Tervaskanto izašao je u travnju 2007. godine, nakon kojeg objavljuju Korven Kuningas, Karkelo, Ukon Wacka 2011. godine i za sada posljednji Manala(2012.)

## Članovi sastavi
Trenutačna postava
- Jonne Järvelä - vokal, gitara (2003.-)
- Kalle "Cane" Savijärvi - gitara (2003.-)
- Jarkko Aaltonen - bas-gitara (2005.-)
- Juho "JuhoKusti" Kauppinen - harmonika (2004.-)
- Matti "Matson" Johansson - bubnjevi (2003.-)
- Teemu Eerola - violina (2011.-)

Bivši članovi
- Jaakko "Hittavainen" Lemmetty 	- gajde, flauta, jouhikko, violina (2003. – 2011.)
- Arto Tissari - bas-gitara (2003. – 2005.)
- Samu Ruotsalainen - bubnjevi (2003.)
- Toni "Honka" Honkanen - gitara	(2003. – 2005.)

Ali Määttä - udaraljke (2003. – 2005.)

## Diskografija
Studijski albumi
- Spirit of the Forest (2003.)
- Voice of Wilderness (2005.)
- Tales Along This Road (2006.)
- Tervaskanto (2007.)
- Korven Kuningas (2008.)
- Karkelo (2009.)
- Ukon Wacka (2011.)
- Manala (2012.)
- Noita (2015.)
- Kulkija (2018.)
- Jylhä (2021.)

## Vanjske poveznice
Službena stranica